# آرثر جريسر
آرثر كارل جريسر (22 يناير 1897 - 21 يوليو 1946) سياسيًا ألمانيًا نازيًا، وإس إس - أوبر غروبن فوهرر وReichsstatthalter (حاكم الرايخ) في إقليم فارتيلاند الألماني. لقد كان أحد الأشخاص المسؤولين بشكل أساسي عن تنظيم المحرقة في بولندا المحتلة والعديد من الجرائم الأخرى ضد الإنسانية. قُبض عليه من قبل الأمريكيين في عام 1945، وحوكم وأُدين وأُعدم شنقا في بولندا عام 1946.

## حياته
ولد في شرودا (Środa Wielkopolska)، مقاطعة بوزنانيا، الإمبراطورية الألمانية. تعلم التحدث باللغة البولندية بطلاقة خلال طفولته. في عام 1903، التحق بمدرسة ابتدائية، أعقبها سنتان في المدرسة المتوسطة وأخيراً صالة الألعاب الرياضية (Königlich-Humanistisches Gymnasium) (مدرسة العلوم الإنسانية الملكية) في هوهنسالزا، والتي تركها في عام 1914 دون الحصول على دبلوم. في أغسطس 1914، تطوع للانضمام إلى البحرية الإمبراطورية الألمانية. خدم في القلاع البحرية لميناء كيل في كوروغن، فالكنشتاين، وفي برج قلعة لابوي من أغسطس 1914 إلى يوليو 1915. ثم عُيَّن كمراقب للمدفعية في فلاندرز وكذلك شارك في عمليات كسح الألغام في فريدريشورت. في أبريل 1917 ، تطوع للخدمة في سلاح الطيران البحري حيث عمل في البداية كمراقب مع SEE I وII ثم مع Küstenfliegerstaffel I وII. من أغسطس 1917 إلى أغسطس 1918، عُيَّن كطيار بحري في Marine Schutzstaffel I. خلال هذا الوقت، تم نقله إلى Seeflugstation Flandern II ( أوستند ) ثم طار لاحقًا Seefrontstaffel وMFJ IV. من ديسمبر 1917 إلى يناير 1918، تم إلحاقه بـKE-Schule Langfuhr (بالقرب من غدانسك، Gdańsk الآن ). أثناء إرساله إلى الخدمة القتالية، طار في بعثات فوق بحر الشمال بين السواحل الإنجليزية الجنوبية والبلجيكية. تم إسقاطه فيما بعد وأصيب. في 30 سبتمبر 1919، تم تصنيفه بنسبة إعاقة 50٪ وخرج من الخدمة البحرية.
حصل على الصليب الحديدي (الدرجة الأولى والثانية)، صليب الشرف في الحرب العالمية 1914/1918 وشارة الجرح باللون الأسود في عام 1914. من 1919 إلى مايو 1921، خدم في فرايكوربس Grenzschutz Ost وقاتل في دول البلطيق.

## الإنضمام للحزب النازي
كان غريزر معاديًا للمسيحيين  وعضوا مبكرا في الحزب النازي (رقم 166،635). انضم إلى الحزب النازي وكتيبة العاصفة في 1 ديسمبر 1929،  وشوتزشتافل في 29 سبتمبر 1931. 

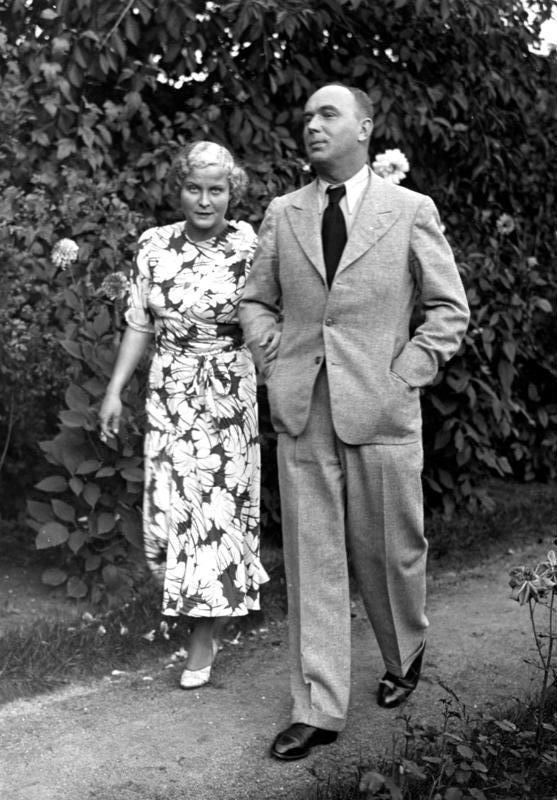
جريسر كرئيس لمجلس الشيوخ في عام 1936 مع زوجته

## الحرب العالمية الثانية

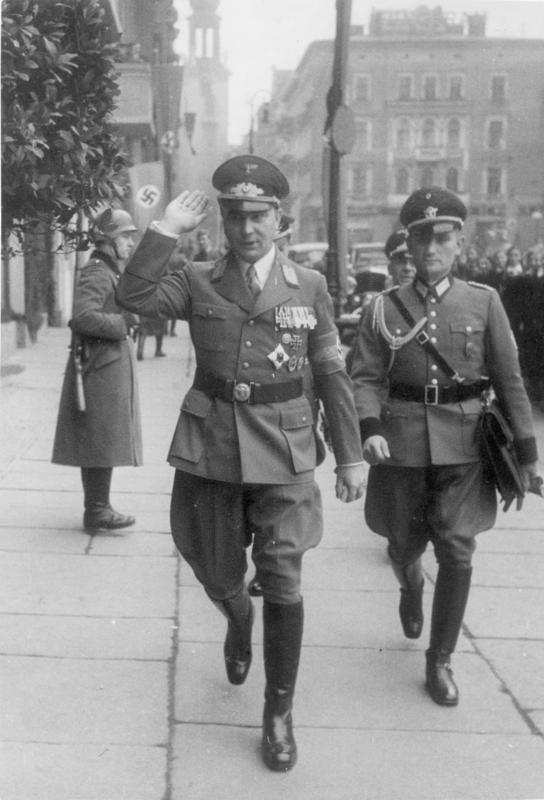
في بوزنان المحتلة، 1939

مباشرة بعد الغزو الألماني لبولندا، تم نقل غريزر من دانزيغ وعين الشيف دير زيفيلفرفالتونج إم ميلتيرزيبيرك بوسن أو رئيس الإدارة المدنية في منطقة بوسن العسكرية، التي ضُمت إلى الرايخ الألماني في 8 سبتمبر 1939. انتهت الإدارة العسكرية في الشهر التالي، ثم عُيِّن غولايتر (21 أكتوبر) ورايشستتهالتر فور دن رايشسكاو بوزن (26 أكتوبر). في 29 يناير 1940، تم تغيير اسم المنطقة إلى رايخسجاو فارتيلاند.

## روابط خارجية
- آرثر جريسر على موقع مونزينجر (الألمانية)